# Alieu Jatta
Alieu Jatta (* 18. September 1995 in Farato) ist ein gambischer Fußballspieler.

## Karriere
Er wurde in Farato geboren und spielte Vereinsfußball für Brikama United, Génération Foot und FC Metz B.
Sein Länderspieldebüt gab er 2016 für Gambia.